# Carl Wilhelm von Heine

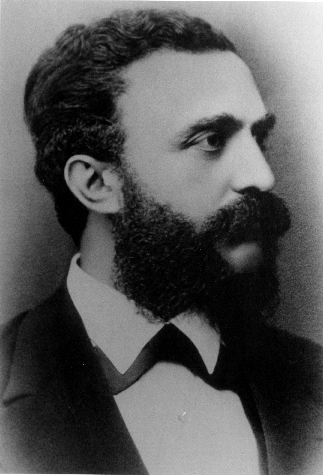
Carl Wilhelm Heine

Carl Wilhelm (von) Heine (* 26. April 1838 in Cannstatt; † 9. September 1877 ebenda) war ein deutsch-österreichischer Chirurg und Präsident der deutschen Ärzteschaft in Prag.

## Leben

### Ausbildung und Kriegsteilnahme
Carl Wilhelm Heine wurde am 26. April 1838 als Sohn des Arztes und Orthopäden Jakob Heine in Cannstatt geboren. Nach Abschluss der Reifeprüfung im Gymnasium Bad Cannstatt immatrikulierte er sich im Wintersemester 1855 an der Universität Tübingen in Medizin. Er wechselte für einige Semester nach Würzburg und kehrte zur Promotion 1861 nach Tübingen zurück. Das medizinische Staatsexamen legte er 1862 ab und assistierte anschließend einige Zeit seinem Vater in der orthopädischen Anstalt in Cannstatt. Anschließend reiste er ins europäische Ausland. Er besuchte u. a. Paris, London, Glasgow und Dublin. Er berichtet im Correspondenzblatt des Württembergischen Ärztlichen Vereins über seine Erfahrungen an britischen Kliniken. Seit 1857 war Heine Mitglied des Corps Rhenania Würzburg und seit 1862 des Corps Suevia Tübingen.
 Obwohl das Königreich Württemberg nicht am Schleswig-Holsteinischen Krieg beteiligt war, meldete sich Heine 1864 freiwillig zum Dienst als Militärarzt in Flensburg  und machte Erfahrungen in der „Kriegschirurgie“. Auch diese Erfahrungen veröffentlichte er schon bald (1866). Für seine Verdienste als Feldarzt wurde er von beiden Koalitionsmächten Preußen und Österreich hoch dekoriert, wobei der österreichische Orden Voraussetzung für die spätere Erhebung in den erblichen Ritterstand war.

### Universitätslehrer in Heidelberg und Innsbruck (1865–1873)
Im Winter 1864/65 ging Heine nach Berlin, 1865 war als Assistenzarzt und nach seiner Habilitation als Privatdozent in Heidelberg tätig. Schließlich wurde er 1868 nach dem Tod seines Lehrmeisters Karl Otto Weber außerordentlicher Professor und Leiter der chirurgischen Klinik.
Als 1869 die seit Jahren geschlossene medizinische Fakultät an der Universität Innsbruck wieder eröffnet wurde, bot man Carl Wilhelm Heine die Leitung der chirurgischen Klinik an und er machte aus der Klinik in der österreichischen Provinz binnen Kurzem eine weithin anerkannte Einrichtung. Im Deutsch-Französischen Krieg arbeitete Heine einige Monate als Leiter eines Feldhospitals eines württembergischen Sanitätszuges in Nancy und wurde erneut mit Auszeichnungen bedacht.

### Klinikchef und Präsident der Ärzteschaft in Prag (1873–1877)

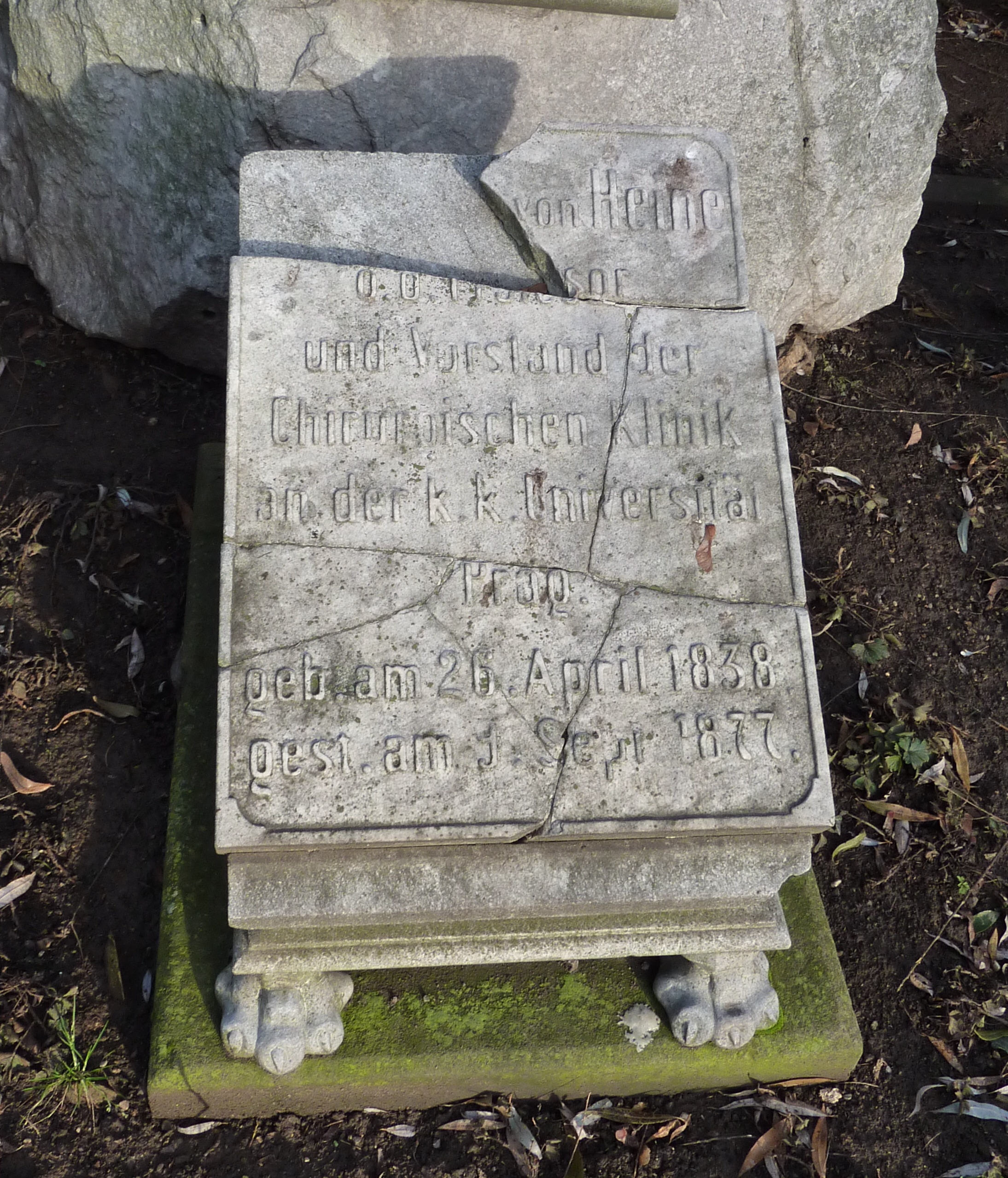
Grabstein Heines

Heines Erfolge in Innsbruck veranlassten die österreichische Regierung, ihn mit einem ähnlichen Projekt in Prag zu beauftragen. In Prag sollte 1873 eine zweite chirurgische Klinik gegründet werden. Mit größerem Budget als in Innsbruck konnte Heine aus der Klinik ein mustergültiges Institut von europäischem Rang machen. Zugleich kümmerte er sich um die Prager Wasserversorgung und sorgte für bessere hygienische Verhältnisse. Die deutsche Ärzteschaft in Prag ernannte ihn im Januar 1877 zu ihrem Präsidenten. Bereits 1876 wurde er österreichischer Staatsbürger und damit als Träger des Ordens der eisernen Krone in den erblichen Ritterstand des Kaiserreichs erhoben.
Heine erkrankte im Sommer 1877 an diptheritischer Angina und starb am 9. September im elterlichen Haus in Cannstatt im Alter von neununddreißig Jahren. Er ist auf dem Uff-Kirchhof in Cannstatt begraben.